# Championnat de France féminin de football 1980-1981
Navigation
Édition précédente Édition suivante
Le Division 1 1980-1981  est la 7e édition du championnat de France féminin de football. Le premier niveau national du championnat féminin oppose quarante-huit clubs français répartis dans six groupes de huit équipes, en une série de quatorze rencontres jouées durant la saison de football. Les meilleures équipes de chaque groupe sont qualifiées pour les demi-finales de la compétition qui consiste en deux mini-tournois de trois équipes qui s'affrontent une seule fois. Les deux meilleures équipes s'affrontent enfin lors de la finale du championnat à la fin de la saison.
Les dernières places de chaque groupe du championnat sont synonymes de relégation en division inférieure.
À l'issue de la saison, l'AS Étrœungt décroche le troisième titre de champion de France de son histoire en battant en finale le Stade de Reims, tenant du titre, lors de la séance de tirs au but (5-4). Dans le bas du classement, le SA Issoudun, l'AS Sault-lès-Rethel, l'US Crépy en Valois, le SC Le Rheu, le SO Châtelleraudais, l'ASPTT Toulon, l'AS Romagnat, le FCE Arlac et le Langon FC, sont relégués en division inférieure.

## Liste des équipes
Ces tableaux présentent les quarante-huit équipes qualifiées pour disputer le championnat 1980-1981. On y trouve le nom des clubs, la date de création du club, l'année de la dernière montée au sein de l'élite, le nom des stades ainsi que la capacité de ces derniers.
Le championnat comprend six groupes de huit équipes.
Légende des couleurs
- Champion de Division 1 la saison précédente.

| \| AO Boranaise AS Moulins ES Juvisy-sur-Orge Paris SG SA Issoudun Tours EC US Orléans VGA Saint-Maur \| Localisation des clubs engagés dans le groupe Centre. |
| AO Boranaise AS Moulins ES Juvisy-sur-Orge Paris SG SA Issoudun Tours EC US Orléans VGA Saint-Maur                                                             |

| Nom du club        | Date de création | Dernière montée | Stade                               | Capacité | Vict. |
| ------------------ | ---------------- | --------------- | ----------------------------------- | -------- | ----- |
| AO Boranaise       | -                | 1980            | Stade Municipal                     | -        | /     |
| AS Moulins         | -                | 1980            | -                                   | -        | /     |
| ES Juvisy-sur-Orge | 1971             | 1980            | Stade Georges Maquin                | 2 000    | /     |
| Paris SG           | 1971             | 1979            | Stade Georges Lefevre               | 3 500    | /     |
| SA Issoudun        | -                | 1980            | -                                   | -        | /     |
| Tours EC           | -                | 1980            | Stade de la Vallée du Cher (Annexe) | -        | /     |
| US Orléans         | 1968             | 1974            | -                                   | -        | /     |
| VGA Saint-Maur     | 1968             | -               | Stade Adolphe-Chéron                | -        | /     |

| \| 1 : FC Vendenheim 2 : ASPTT Strasbourg AS Nancy-Lorraine AS Valentigney 2 FC Baldersheim FC Metz 1 Stade de Reims US Foug \| Localisation des clubs engagés dans le groupe Est. |
| 1 : FC Vendenheim 2 : ASPTT Strasbourg AS Nancy-Lorraine AS Valentigney 2 FC Baldersheim FC Metz 1 Stade de Reims US Foug                                                          |

| Nom du club       | Date de création | Dernière montée | Stade                       | Capacité | Vict. |
| ----------------- | ---------------- | --------------- | --------------------------- | -------- | ----- |
| AS Nancy-Lorraine | -                | 1980            | Stade Marcel-Picot (Annexe) | -        | /     |
| AS Valentigney    | 1974             | 1980            | Stade des Longines          | -        | /     |
| ASPTT Strasbourg  | -                | 1980            | -                           | -        | /     |
| FC Baldersheim    | -                | 1980            | -                           | -        | /     |
| FC Metz           | -                | -               | -                           | -        | /     |
| FC Vendenheim     | 1974             | 1980            | Stade Waldeck               | -        | /     |
| Stade de Reims    | 1968             | -               | -                           | -        | 4     |
| US Foug           | -                | 1980            | -                           | -        | /     |

| \| AC Abbeville AS Étrœungt AS Sault-lès-Rethel FCF Hénin-Beaumont FOS Hem US Crépy en Valois US Fécamp US Grauves \| Localisation des clubs engagés dans le groupe Nord. |
| AC Abbeville AS Étrœungt AS Sault-lès-Rethel FCF Hénin-Beaumont FOS Hem US Crépy en Valois US Fécamp US Grauves                                                           |

| Nom du club         | Date de création | Dernière montée | Stade                  | Capacité | Vict. |
| ------------------- | ---------------- | --------------- | ---------------------- | -------- | ----- |
| AC Abbeville        | 1975             | 1980            | Stade Paul-Delique     | 5 048    | /     |
| AS Étrœungt         | -                | 1975            | -                      | -        | 2     |
| AS Sault-lès-Rethel | -                | 1980            | -                      | -        | /     |
| FCF Hénin-Beaumont  | 1972             | -               | Stade Octave-Birembaut | 3 000    | /     |
| FOS Hem             | 1970             | 1980            | -                      | -        | /     |
| US Crépy en Valois  | -                | 1980            | Stade de Mercières     | -        | /     |
| US Fécamp           | -                | 1980            | Stade René Gayant      | -        | /     |
| US Grauves          | -                | 1980            | -                      | -        | /     |

| \| AS Gagnerie ES La Chevallerais Rochefort FC Saint-Brieuc SC SC Le Rheu SO Châtelleraudais0 Stade quimperois I US Montfaucon \| Localisation des clubs engagés dans le groupe Ouest. |
| AS Gagnerie ES La Chevallerais Rochefort FC Saint-Brieuc SC SC Le Rheu SO Châtelleraudais0 Stade quimperois I US Montfaucon                                                            |

| Nom du club        | Date de création | Dernière montée | Stade                    | Capacité | Vict. |
| ------------------ | ---------------- | --------------- | ------------------------ | -------- | ----- |
| AS Gagnerie        | 1973             | 1980            | Stade Val de Chézine     | 300      | /     |
| ES La Chevallerais | -                | 1980            | -                        | -        | /     |
| Rochefort FC       | -                | 1980            | Stade du polygone        | -        | /     |
| Saint-Brieuc SC    | 1973             | -               | Stade Fred-Aubert        | 13 500   | /     |
| SC Le Rheu         | -                | 1980            | -                        | -        | /     |
| SO Châtelleraudais | -                | 1980            | Stade de la Montée-Rouge | -        | /     |
| FF Quimper         | 1971             | 1975            | Stade de Kerhuel         | 2 040    | /     |
| US Montfaucon      | -                | 1980            | Stade du Péché           | -        | /     |

| \| AS Romagnat ASPTT Toulon Caluire SCSC ES Arpajonnaise FC Lyon Olympique de Marseille RC Saint-Étienne US Cannes-Bocca \| Localisation des clubs engagés dans le groupe Sud-Est. |
| AS Romagnat ASPTT Toulon Caluire SCSC ES Arpajonnaise FC Lyon Olympique de Marseille RC Saint-Étienne US Cannes-Bocca                                                              |

| Nom du club            | Date de création | Dernière montée | Stade                     | Capacité | Vict. |
| ---------------------- | ---------------- | --------------- | ------------------------- | -------- | ----- |
| AS Romagnat            | -                | 1980            | -                         | -        | /     |
| ASPTT Toulon           | -                | 1980            | Stade Chamourin           | -        | /     |
| Caluire SCSC           | 1968             | 1976            | Stade Terre des Lièvres   | -        | /     |
| ES Arpajonnaise        | -                | 1980            | Stade du Pont             | -        | /     |
| FC Lyon                | 1970             | 1978            | Plaine de Gerland         | 2 200    | /     |
| Olympique de Marseille | 1920             | 1975            | Stade de la Pépinière     | -        | /     |
| RC Saint-Étienne       | 1977             | 1980            | Stade Léon Nautin         | 1 500    | /     |
| US Cannes-Bocca        | -                | 1980            | Stade Pierre de Coubertin | -        | /     |

| \| ASF Muret ASJ Soyaux ASPTT Bordeaux Bergerac Foot FCE Arlac Langon FC Olympique de Royan US Colomiers \| Localisation des clubs engagés dans le groupe Sud-Ouest. |
| ASF Muret ASJ Soyaux ASPTT Bordeaux Bergerac Foot FCE Arlac Langon FC Olympique de Royan US Colomiers                                                                |

| Nom du club        | Date de création | Dernière montée | Stade                        | Capacité | Vict. |
| ------------------ | ---------------- | --------------- | ---------------------------- | -------- | ----- |
| ASF Muret          | -                | 1980            | Stade Clément Ader           | 3 001    | /     |
| ASJ Soyaux         | 1968             | -               | Stade Léo-Lagrange           | 400      | /     |
| ASPTT Bordeaux     | -                | 1980            | -                            | -        | /     |
| Bergerac Foot      | -                | 1980            | -                            | -        | /     |
| FCE Arlac          | 1976             | 1980            | Stade Joseph-Antoine Cruchon | -        | /     |
| Langon FC          | -                | 1980            | Stade Octave Octavin         | -        | /     |
| Olympique de Royan | -                | 1980            | -                            | -        | /     |
| US Colomiers       | -                | 1980            | Stade Bertrand Andrieux      | -        | /     |

## Compétition

### Demi-finales

#### Classements
Le classement est calculé avec le barème de points suivant : une victoire vaut deux points, le match nul un et la défaite zéro.
Critères de départage en cas d'égalité au classement :
1. classement aux points des matchs joués entre les clubs ex æquo ;
2. différence entre les buts marqués et les buts concédés par chacun d’eux au cours des matchs qui les ont opposés ;
3. différence entre les buts marqués et les buts concédés sur la totalité des matchs joués dans le championnat ;
4. plus grand nombre de buts marqués sur la totalité des matchs joués dans le championnat ;
5. en cas de nouvelle égalité, une rencontre supplémentaire aura lieu sur terrain neutre avec, éventuellement, l’épreuve des tirs au but.

Groupe A
| Rang | Équipe         | Pts | J | G | N | P | Bp | Bc | Diff |
| ---- | -------------- | --- | - | - | - | - | -- | -- | ---- |
| 1    | AS Étrœungt    | 3   | 2 | 1 | 1 | 0 | 2  | 1  | +1   |
| 2    | FC Lyon        | 2   | 2 | 1 | 0 | 1 | 2  | 1  | +1   |
| 3    | VGA Saint-Maur | 1   | 2 | 0 | 1 | 1 | 1  | 3  | -2   |

|  | Qualifié pour la finale de division 1.                                                                                                |
|  | T Tenant du titre. Pts points ; G victoires ; N match nuls ; P défaites Bp buts marqués ; Bc buts encaissés ; Diff différence de buts |

Groupe B
| Rang | Équipe           | Pts | J | G | N | P | Bp | Bc | Diff |
| ---- | ---------------- | --- | - | - | - | - | -- | -- | ---- |
| 1    | Stade de Reims T | 4   | 2 | 2 | 0 | 0 | 5  | 0  | +5   |
| 2    | ASJ Soyaux       | 2   | 2 | 1 | 0 | 1 | 2  | 1  | +1   |
| 3    | Stade quimperois | 0   | 2 | 0 | 0 | 2 | 0  | 6  | -6   |

Source : Erik Garin et Hervé Morard, « France - List of Women Final Tables », sur rsssf.com

#### Résultats
Source : Erik Garin et Hervé Morard, « France - List of Women Final Tables », sur rsssf.com
| Groupe A       | Groupe A    | Groupe A       | Groupe B         | Groupe B    | Groupe B         |
| 1re journée    | 1re journée | 1re journée    | 1re journée      | 1re journée | 1re journée      |
| Club           | Score       | Club           | Club             | Score       | Club             |
| -------------- | ----------- | -------------- | ---------------- | ----------- | ---------------- |
| FC Lyon        | 2 - 0       | VGA Saint-Maur | Stade quimperois | 0 - 2       | ASJ Soyaux       |
| 2e journée     |             |                |                  |             |                  |
| Club           | Score       | Club           | Club             | Score       | Club             |
| VGA Saint-Maur | 1 - 1       | AS Étrœungt    | ASJ Soyaux       | 0 - 1       | Stade de Reims   |
| 3e journée     |             |                |                  |             |                  |
| Club           | Score       | Club           | Club             | Score       | Club             |
| AS Étrœungt    | 1 - 0       | FC Lyon        | Stade de Reims   | 4 - 0       | Stade quimperois |

### Finale
| 31 mai 1981 | Stade de Reims    | 1 - 1   | AS Étrœungt | Bischwiller |  |
|             | 47e Abar          | (0 - 0) | 57e Gentric |             |  |
|             | Tirs au but 4 - 5 |         |             |             |  |

| Vatin             |  |     |
| Corinne Baudette  |  |     |
| Dormois           |  |     |
| Claude Bassler    |  |     |
| Rachèle Vilarinho |  | 66e |
| Olejnik           |  |     |
| Véronique Roy     |  |     |
| Pigeon            |  |     |
| Nicole Abar       |  |     |
| Élisabeth Loisel  |  |     |
| Isabelle Musset   |  |     |
| Remplacements :   |  |     |
| Moine             |  | 66e |
| Entraineur :      |  |     |
| Pierre Geoffroy   |  |     |

| Colombier       |  |     |
| Gendre          |  | 40e |
| Warot           |  |     |
| Gentric         |  |     |
| Dufrane         |  |     |
| Vin             |  |     |
| Degardin        |  |     |
| Flament         |  |     |
| Férez           |  |     |
| Prouveur        |  |     |
| Pani            |  |     |
| Remplacements : |  |     |
| Mercier         |  | 40e |
| Entraineur :    |  |     |
| Daniel Bertrand |  |     |

## Bilan de la saison
| Championnat de France féminin de football 1980-1981 |                        |
| Champion                                            | AS Étrœungt (3e titre) |
| Dauphin                                             | Stade de Reims         |
| Promotions et relégations                           |                        |
| Promus en Division 1                                | Vitry FC               |
| Promus en Division 1                                | AAJ Blois              |
| Promus en Division 1                                | FR Sessenheim          |
| Promus en Division 1                                | FCF Condéen            |
| Promus en Division 1                                | FC Nieppois            |
| Promus en Division 1                                | US Mans                |
| Promus en Division 1                                | Grenoble FF            |
| Promus en Division 1                                | Beaucaire Olympique    |
| Promus en Division 1                                | Toulouse OAC           |
| Relégués en Division d'Honneur                      | SA Issoudun            |
| Relégués en Division d'Honneur                      | AS Sault-lès-Rethel    |
| Relégués en Division d'Honneur                      | US Crépy en Valois     |
| Relégués en Division d'Honneur                      | SC Le Rheu             |
| Relégués en Division d'Honneur                      | SO Châtelleraudais     |
| Relégués en Division d'Honneur                      | ASPTT Toulon           |
| Relégués en Division d'Honneur                      | AS Romagnat            |
| Relégués en Division d'Honneur                      | FCE Arlac              |
| Relégués en Division d'Honneur                      | Langon FC              |